# 소년소녀 세계SF문학전집
『소년소녀 세계SF문학전집』(일본어: 少年少女世界SF文学全集 쇼넨쇼죠세카이에스에후분가쿠젠쇼[*])은 아카네쇼보에서 1971년에서 1973년까지 간행한 SF소설 총서다. 동사의 『소년소녀 세계추리문학전집』의 자매편에 해당한다.
케이스 포함 하드커버. 전 20권. 편집은 시라키 시게루와 후쿠시마 마사미.

## 일람
| #  | 역제                                               | 원제                                            | 저자                 | 역자            |
| -- | -------------------------------------------------- | ----------------------------------------------- | -------------------- | --------------- |
| 1  | 강철도시(鋼鉄都市)                                 | 강철 동굴(The Caves of Steel)                   | 아이작 아시모프      | 후쿠시마 마사미 |
| 2  | 살아있던 화성인(生きていた火星人)                  | 화성의 사라진 종족(Lost Race of Mars)           | 로버트 실버버그      | 나카오 아키라   |
| 3  | 공룡세계의 탐험(恐竜世界の探検)                    | 잃어버린 세계(The Lost World)                   | 아서 코난 도일       | 시라키 시게루   |
| 4  | 타임머신 28000년(タイムマシン28000年)              | 시간을 정복한 사나이(The Man Who Mastered Time) | 레이먼드 킹 커밍스   | 사이토 하쿠코   |
| 5  | 혹성에서 온 소년(惑星からきた少年)                 | 지구로의 하강(Down to Earth)                    | 패트리샤 라이트슨    | 쿠메 미노루     |
| 6  | 4차원세계의 비밀(四次元世界の秘密)                 | 차원 A(Dimension A)                             | 레슬리 퍼넬 데이비스 | 시라키 시게루   |
| 7  | 지저세계 펠루시다(地底世界ペルシダー)              | 펠루시다(Pellucidar)                            | 에드거 라이스 버로스 | 노다 마사히로   |
| 8  | 양서인간(両棲人間)                                 | 양서류 인간(Человек-амфибия)                    | 알렉산드르 벨랴예프  | 이다 노리카즈   |
| 9  | 불사판매 주식회사(不死販売株式会社)                | 불사판매 주식회사(Immortality Inc.)             | 로버트 셰클리        | 후쿠시마 마사미 |
| 10 | 우주선 닥터(宇宙船ドクター)                        | 우주선의 의무병(Spaceship Medic )               | 해리 맥스 해리슨     | 우치다 치카시   |
| 11 | 혹성 헌터(惑星ハンター)                            | 행성간 사냥꾼(Interplanetary Hunter)            | 아서 켈빈 반스       | 오비 후사       |
| 12 | 해저의 지진도시(海底の地震都市)                    | 해저 도시(Undersea City)                        | 프레더릭 폴          | 나카오 아키라   |
| 13 | 로보트 스파이 전쟁(ロボット・スパイ戦争)           | 로봇 두 대요?(Nur Zwei Roboter)                 | 카를 브루크너        | 시오야 타로     |
| 14 | 해저 2만 리그(海底二万リーグ)                      | 해저 2만 리그(Vingt mille lieues sous les mers) | 쥘 베른              | 사카키바라 코조 |
| 15 | 달세계의 핵폭발(月世界の核爆発)                    | 달의 포로들(Captives of the Moon)               | 패트릭 무어          | 시라키 시게루   |
| 16 | 우주전쟁(宇宙戦争)                                 | 우주전쟁(The War of the Worlds)                 | 허버트 조지 웰스     | 이지마 요시히데 |
| 17 | 떠도는 도시우주선(さまよう都市宇宙船)              | 유니버스(Universe)                              | 로버트 앤슨 하인라인 | 후쿠시마 마사미 |
| 18 | 우주괴인 자로 박사의 비밀(宇宙怪人ザロ博士の秘密)  | 퓨처 선장의 호출(Calling Captain Future)        | 에드먼드 해밀턴      | 우치다 치카시   |
| 19 | 괴기식물 트리피드의 침략(怪奇植物トリフィドの侵略) | 트리피드의 날(The Day of the Triffids)          | 존 윈덤              | 나카오 아키라   |
| 20 | 은하계방위군(銀河系防衛軍)                         | 삼중행성계(Triplanetary)                        | 에드워드 엘머 스미스 | 오비 후사       |